# Guanajuatito, San Luis Potosí
Guanajuatito är en ort i Mexiko.   Den ligger i kommunen Santa María del Río och delstaten San Luis Potosí, i den centrala delen av landet, 300 km nordväst om huvudstaden Mexico City. Guanajuatito ligger 1 743 meter över havet och antalet invånare är 620.
Terrängen runt Guanajuatito är huvudsakligen lite kuperad. Guanajuatito ligger nere i en dal. Runt Guanajuatito är det ganska glesbefolkat, med 22 invånare per kvadratkilometer. Närmaste större samhälle är Santa María del Río, 2,7 km sydost om Guanajuatito. Omgivningarna runt Guanajuatito är i huvudsak ett öppet busklandskap.